# 阮氏玉球
慧淨聖母元師（越南语：／；1734年—1804年7月8日），名阮氏玉球（越南语：／），越南鄭阮紛爭時期阮主阮福闊的妃子。
阮氏玉球是阮顯宗阮福淍第十二子胤郡公阮福沺之女，和阮福闊是堂兄妹關係。入宫十分受寵，生二子：少保郡公阮福曜、阮睿宗阮福淳。景興三十五年（1774年），爲躲避甲午之亂投身福成寺。阮世祖嘉隆三年六月二日（1804年7月8日）薨，贈為慧淨聖母元師，號紹隆教主。葬於香水縣安舊社。嘉隆四年，賜祀田十五畝，令尊室柴監祀。